# Kamillo Kromo (film)
Kamillo Kromo è un film d'animazione del 1993, diretto da  Enzo d'Alò e tratto dal libro illustrato omonimo di Francesco Tullio Altan.

## Trama
Mentre il vecchio camaleonte Karminio è attorniato dai suoi numerosi nipoti, giunge il suo altro nipote Kamillo dal Polo Sud, dove si è dilettato a combinarne di tutti i colori con i pinguini. Karminio si mette a raccontare del tempo in cui i camaleonti, per il loro colore rosso acceso, erano facilmente avvistati e mangiati dei predatori, in special modo dinosauri e uccellacci neri. Per scongiurare l'estinzione, uno di loro propose di cambiare il loro colore dipingendosi di verde, così da mimetizzarsi. Lo stratagemma ebbe successo finché la vernice non venne lavata via dalla pioggia; i camaleonti usarono allora degli ombrelli, ma reggendoli non riuscivano a rincorrere gli insetti di cui si cibavano. Una mosca suggerì un metodo per diventare verdi in cambio della rinuncia a cacciare i suoi simili: i camaleonti avrebbero dovuto mangiare tantissime foglie verdi. Quando però l'effetto fu raggiunto, era autunno e il colore verde era inutile; la situazione si ripeté in inverno e in primavera, finché Konchita, la figlia di Karminio, non imparò a cambiare colore repentinamente e lo insegnò agli altri camaleonti.
Il piccolo Kamillo, nato da Konchita, non sapeva però cambiare colore e fu per questo mandato a scuola, dove tuttavia continuò a confondersi con i colori. Il suo amico Pino lo scoiattolo lo avvertì del ritorno degli uccellacci neri, ma non fu creduto se non troppo tardi. Kamillo riuscì però a salvare il suo maestro, che l'uccello aveva ghermito coi suoi artigli, facendo cambiare colore al pennuto: aveva infatti sviluppato il potere di cambiare colore alle altre cose, anche se non a se stesso. Lo scampato pericolo fu celebrato con una grande festa.

## Doppiaggio
- Vittorio Bestoso
- Oliviero Corbetta
- Michele Di Mauro
- Francesca Vettori

## Distribuzione
Il film è stato trasmesso su Rai 1 a partire dal 1993.
È stato proiettato su grande schermo durante l'edizione del 1999 del festival Cinemambiente a Torino.

### DVD
Il film è disponibile per l'home video dal 2010 in un DVD distribuito dall'Editore Gallucci.